# 肯尼思·莱恩
肯尼思·莱恩（英語：Kenneth Lane，1923年8月16日—2010年1月22日），加拿大男子皮划艇运动员。他曾代表加拿大参加1952年夏季奥林匹克运动会皮划艇比赛，获得男子双人划艇10000米银牌。